# Artabotrys speciosus
Artabotrys speciosus este o specie de plante angiosperme din genul Artabotrys, familia Annonaceae, descrisă de Wilhelm Sulpiz Kurz, Joseph Dalton Hooker și Thomas Thomson. Conform Catalogue of Life specia Artabotrys speciosus nu are subspecii cunoscute.